# 피성년후견인
피성년후견인(被成年後見人)은 질병, 장애, 노령, 그 밖의 사유로 인한 정신적 제약으로 사무를 처리할 능력이 지속적으로 결여되어 가정법원이 성년후견개시의 심판을 받은 사람을 말한다.(민법 제9조) 성년후견개시는 본인, 배우자, 사촌 이내의 친족, 후견인, 후견감독인, 검사 또는 지방자치단체의 장이 청구할 수 있다.
성년후견을 개시할 때는 신경정신과 의사가 그 감정인으로서 관여하는데, 단순한 성격장애나 기벽자(奇癖者)는 성년후견의 대상이 되지 않는다.
피성년후견인은 민법상 독립하여 법률행위를 할 수 없는 행위무능력자로, 후견인은 피성년후견인의 법률행위를 취소할 수 있다.(민법 제10조제1항) 다만, 가정법원은 취소할 수 없는 피성년후견인의 법률행위의 범위를 정할 수 있고, 일용품의 구입 등 일상생활에 필요하고 대가가 과도하지 아니한 법률행위는 후견인이 취소할 수 없다.(민법 제10조제2항~제4항)
2013년 7월 1일 개정 민법 시행 전의 금치산자(禁治産者)와 비슷하다.

## 금치산자
금치산자는 일정한 사람의 청구를 받아들여 심신이 상실된 사람에게 가정법원이 금치산 선고를 한 법적 무능력자이다. 자신의 행동에 대한 결과를 판단할 능력이나 의사능력이 없는 경우, 본인·배우자·사촌 이내의 친족, 호주·후견인·검사의 청구에 의해 가정법원이 선고를 내린다. 한번 금치산 선고를 받은 자는 취소 선고를 받을 때까지는 금치산자이다. 금치산자와의 거래는 취소할 수가 있으며, 선정된 후견인에게 요양간호나 재산관리, 대리거래를 시킬 수 있다. 금치산의 원인이 소멸되었다고 인정되면 일정한 자의 청구에 의하여 법원은 그 선고를 취소할 수 있다.

## 같이 보기
- 피한정후견인